# Днополє
44°34′ пн. ш. 15°55′ сх. д. / 44.57° пн. ш. 15.92° сх. д.
Днополє (хорв. Dnopolje) — населений пункт у Хорватії, у Лицько-Сенській жупанії у складі громади Доній Лапаць.

## Населення
Населення за даними перепису 2011 року становило 112 осіб.
Динаміка чисельності населення поселення:

## Клімат
Середня річна температура становить 8,71 °C, середня максимальна – 23,11 °C, а середня мінімальна – -7,91 °C. Середня річна кількість опадів – 1256 мм.
| Клімат поселення                              | Клімат поселення | Клімат поселення | Клімат поселення | Клімат поселення | Клімат поселення | Клімат поселення | Клімат поселення | Клімат поселення | Клімат поселення | Клімат поселення | Клімат поселення | Клімат поселення | Клімат поселення |
| Показник                                      | Січ.             | Лют.             | Бер.             | Квіт.            | Трав.            | Черв.            | Лип.             | Серп.            | Вер.             | Жовт.            | Лист.            | Груд.            |                  |
| Середній максимум, °C                         | 6,32             | 7,62             | 10,95            | 14,93            | 19,76            | 23,11            | 22,84            | 22,44            | 18,63            | 14,46            | 8,97             | 4,67             |                  |
| Середня температура, °C                       | −0,79            | 0,52             | 3,84             | 7,83             | 12,67            | 15,98            | 18,25            | 17,85            | 14,04            | 9,86             | 4,36             | 0,08             |                  |
| Середній мінімум, °C                          | −7,91            | −6,61            | −3,26            | 0,71             | 5,56             | 8,88             | 13,64            | 13,25            | 9,42             | 5,27             | −0,22            | −4,52            |                  |
| Норма опадів, мм                              | 88               | 90               | 98               | 108              | 99               | 98               | 78               | 85               | 117              | 129              | 147              | 119              |                  |
| Середньомісячна швидкість вітру, м/с          | 1.78             | 1.91             | 2.16             | 2.14             | 1.97             | 1.74             | 1.72             | 1.60             | 1.66             | 1.76             | 1.92             | 1.98             |                  |
| Середньомісячна сонячна радіація, кДж/м²·день | 4646             | 7325             | 10819            | 15358            | 19254            | 21280            | 22922            | 19952            | 14822            | 9527             | 5146             | 3907             |                  |
| --------------------------------------------- | ---------------- | ---------------- | ---------------- | ---------------- | ---------------- | ---------------- | ---------------- | ---------------- | ---------------- | ---------------- | ---------------- | ---------------- | ---------------- |
| Джерело:                                      |                  |                  |                  |                  |                  |                  |                  |                  |                  |                  |                  |                  |                  |